# Ligne de Ribemont à La Ferté-Chevresis
La ligne de Ribemont à La Ferté-Chevresis  est une ligne de chemin de fer secondaire réalisée sous le régime des voies ferrées d'intérêt local et qui a relié ces deux communes du département de l'Aisne à partir de 1900.

## Historique
Cette ligne était destinée à compléter le maillage des voies de chemin de fer fer du département de l'Aisne en reliant la ligne de chemin de fer de Saint-Quentin à Guise ouverte en 1874 à la Ligne de Laon au Cateau mise en service en 1888.

C'est la loi du 15 avril 1898 qui déclare d'utilité publique l'établissement d'un chemin de fer d'intérêt local à voie normale avec un embranchement sur Séru concédé par le Département de l'Aisne à la Compagnie de chemin de fer Ribemont à La Ferté -Chevresis .

Le Journal Officiel du 4 avril 1900 approuve le traité passé entre la Compagnie de chemin de fer Ribemont à La Ferté -Chevresis et la Compagnie de Chemin de fer de Saint-Quentin à Guise pour l'exploitation de cette ligne.

## La ligne

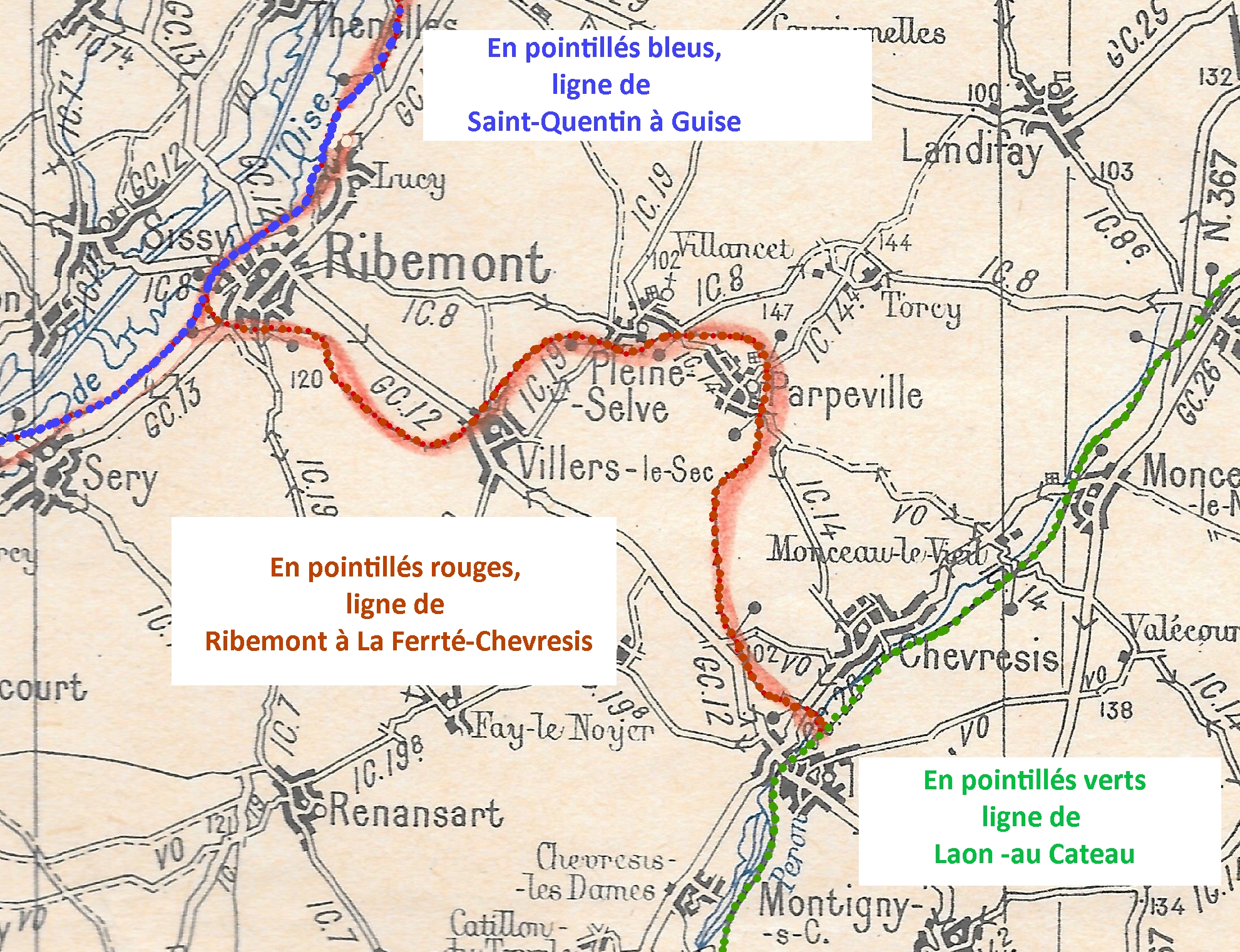
La ligne.

A Ribemont, la ligne rejoignait la ligne de Saint-Quentin à Guise, à La Ferté-Chevresis, elle se raccordait à la ligne de Laon au Cateau.

## Horaires

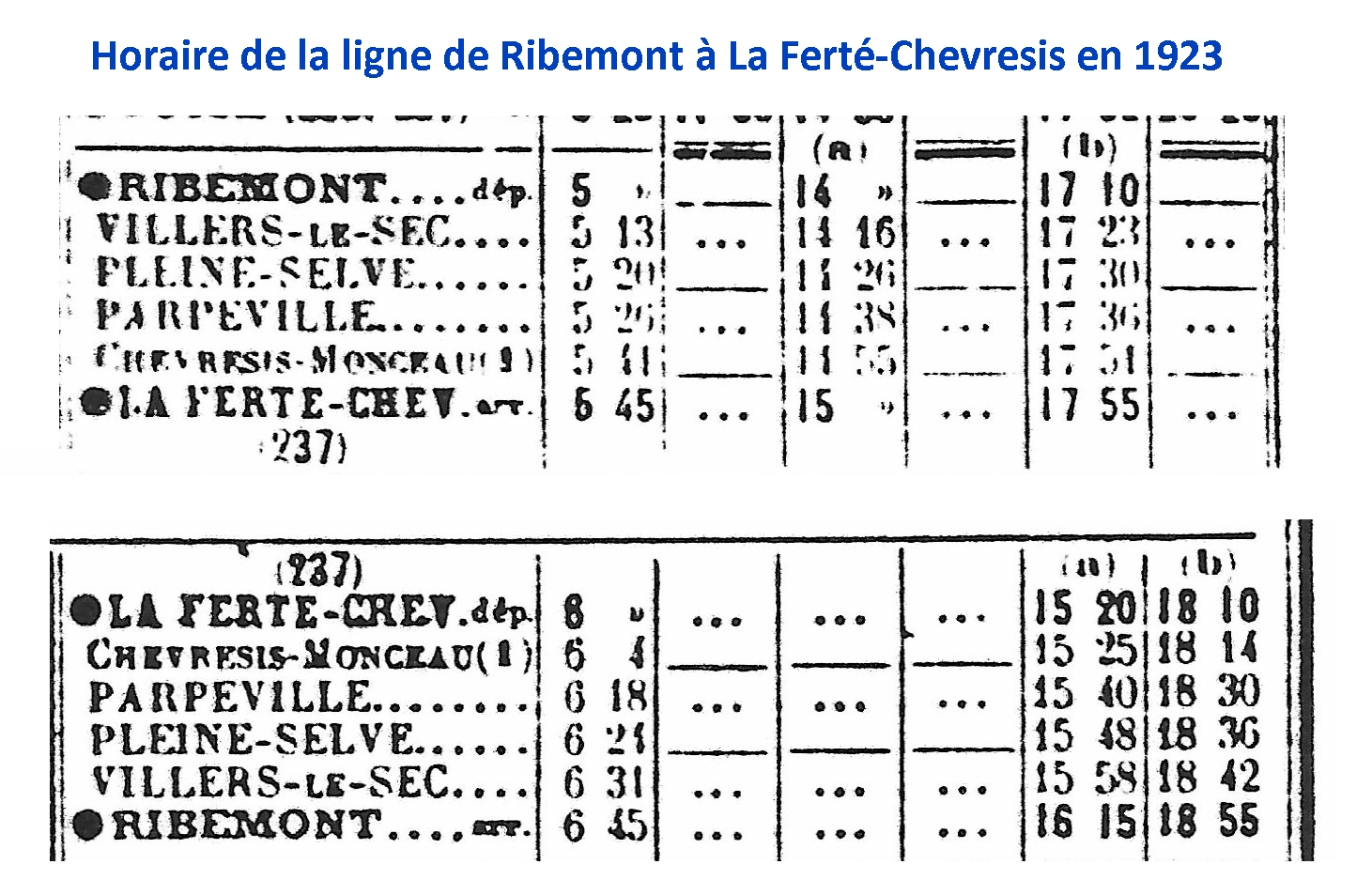
Horaire de la ligne n 1923.

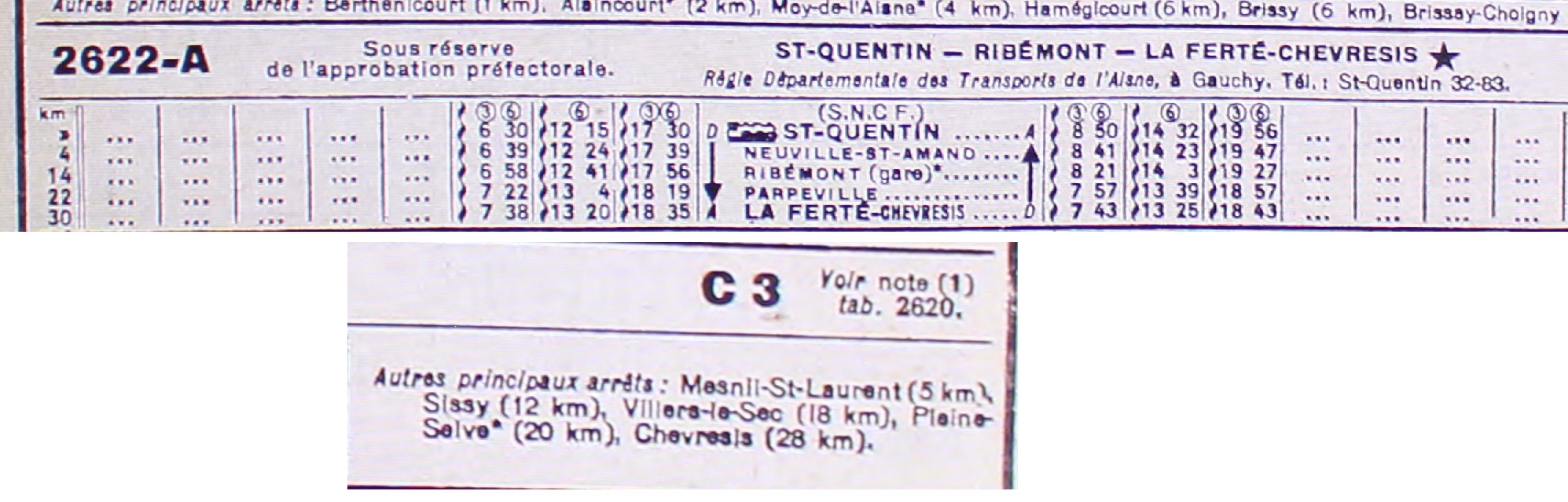
Horaires de la ligne (Chaix 1956).

## Stations
- 0 km  Ribemont
- 5km -Villers-le-Sec
- 9 km -Pleine-Selve
- 15 km -Parpeville
- 17 km -La Ferté-Chevresis
- Embranchement de Villers-le-Sec à la ferme de Seru : 1 km (Cet embranchement, prévu pour transporter le phosphate depuis le ferme de Seru ne fonctionna que jusqu'en 1914 [2]).

## Les Tarifs à l'ouverture de la ligne en 1900
- 0 fr 10 en 1ère classe au km
- 0 fr 075 en seconde classe au km
- 0 fr 055 en 3è classe au km [2].

## Les gares
| Ribemont              | 0  |  | [[Fichier: Ribemont Ligne 1.jpg\| vignette\|center\|Tracé de la ligne et jonction avec la ligne de Saint-Quentin à Guise. |  | ]] |
| Villers-le-Sec        | 5  |  | |  |    |
| Pleine-Selve          | 9  |  | |  |    |
| Parpeville La gare de | 15 |  | |  |    |
| La Ferté-Chevresis    | 17 |  | |  |    |